# Charles Auguste de Tornaco
Charles Auguste de Tornaco, né le 12 décembre 1763 au château de Vervoz à Clavier dans l'actuelle Belgique et décédé le 10 décembre 1837 au même lieu, est un homme politique luxembourgeois.

## Biographie
Charles Auguste est bourgmestre de la ville de Luxembourg sous le Premier empire français du 5 avril 1811 à juin 1814. C'est également le bourgmestre de la ville de Sanem de 1818 à 1827, dans le grand-duché de Luxembourg.
Il épouse le 11 novembre 1800 à Berloz Elizabeth de Berlo-Suys (1775-1856). Le couple a six enfants (3 filles et 3 garçons) dont Victor de Tornaco, Président du gouvernement du Luxembourg et Camille de Tornaco, Président du Sénat belge.